# Natasza Urbańska
Natasza Urbańska (sinh ngày 17 tháng 8 năm 1977) là một diễn viên, ca sĩ, vũ công và người dẫn chương trình truyền hình người Ba Lan.

## Sự nghiệp
Urbańska hai lần tham gia Cuộc thi Ca khúc Truyền hình châu Âu. Lần đầu vào năm 2007, cô giữ vị trí thứ 3 với bài hát "I Like It Loud" trong vòng chung kết. Lần tiếp theo vào năm 2008, cô giành được vị trí thứ 2 với bài hát "Blow Over".
Cô cũng lọt vào vòng chung kết của các chương trình giải trí: How they sing (2007) và Dancing with the stars (2009) phiên bản Ba Lan. Ngoài ra, cô đồng tổ chức mùa thứ mười ba của Dancing with the Stars (2011).
Trong bộ phim Bitwa warszawska 1920 (2011) của đạo diễn Jerzy Hoffman, cô đóng vai nữ chính Ola Raniewska, một diễn viên và ca sĩ của một quán rượu trước chiến tranh. Với mục đích quảng bá cho bộ phim, cô đã thu âm một bài hát quảng cáo mang tên "Śpiewka 1920", được công chiếu vào tháng 7 năm 2011.
Năm 2021, cô ra mắt album mới mang tên Rajd 44.

## Đời tư
Natasza Urbańska lọt vào danh sách 100 ngôi sao có giá trị nhất của làng giải trí Ba Lan theo tạp chí Forbes bầu chọn vào các năm 2009 và năm 2010.

## Tác phẩm tiêu biểu

### Phim ảnh
| Năm       | Tiêu đề               | Vai diễn                  |
| --------- | --------------------- | ------------------------- |
| 1997      | Sztos                 |                           |
| 2005–2007 | Fala zbrodni          | Silene Arbekajte-Nawrocka |
| 2011      | 1920 Bitwa warszawska | Ola Raniewska             |
| 2020      | 365 dni               | Anna                      |

### Album
- 2008: Balkanika - Balkan Koncept
- 2009: Hity Buffo vol. 1 - Natasza Urbanska
- 2014: One
- 2021: Rajd 44

### Đĩa đơn
- 2015: "Hipnotyzuj mnie".
- 2014: "Escamillo".
- 2014: "Rolowanie".
- 2013: "Muszę odejść".
- 2011: "All The Wrong Places"
- 2010: "Here I Am"
- 2010: "Listen To My Radio".
- 2010: "Love Stone Crazy".
- 2009: "Mała".
- 2008: "Już nie zapomnisz mnie".
- 2008: "Blow over".
- 2008: "Wierne Róże".
- 2008: "Rozbaw Mnie".
- 2007: "I Like It Loud".